# Roldana (polea)

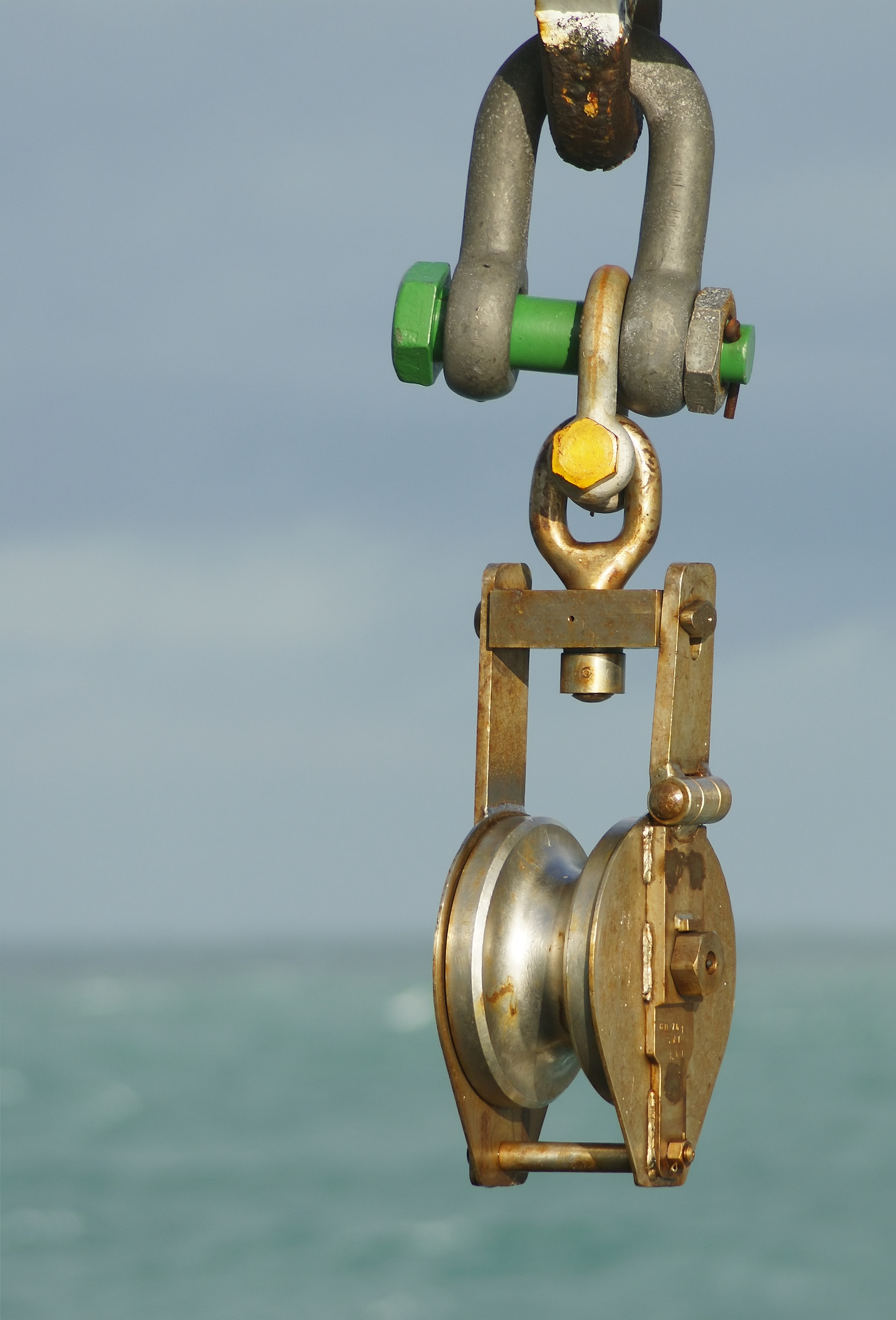
Bloque de polea incluyendo la roldana.

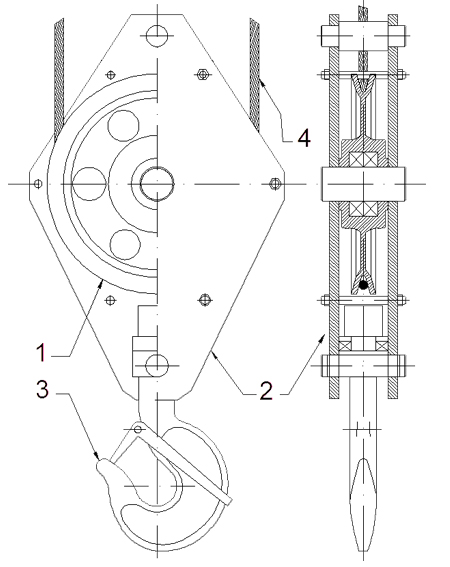
Dibujo técnico de una roldana

Una roldana  es una polea compuesta por una rueda acanalada, que sirve para aguantar una correa de transmisión, un cable de acero o una cuerda. El ranurado de la rueda gira sobre un eje o un cojinete dentro del marco de la cuadra. Esto permite que el cable se mueva libremente y minimiza la fricción y el desgaste del cable.  Las roldanas se pueden utilizar para redirigir un cable o una cuerda, para el levantamiento de cargas, y para transmitir fuerza.

## Polea ajustable
Una roldana puede referirse también a una polea que tiene un funcionamiento ajustable usando una correa de transmisión. Esto se logra mediante la construcción de la polea a partir de varias piezas. Las dos "mitades" de la polea pueden acercarse o separarse, alterando así la operativa de diámetro. La construcción habitual es un tipo de cierre de collar o conjunto de tornillos para fijar los componentes, una mitad con un hilo de eje central y la otra mitad con un hilo de centro. Los ajustes están limitadas a un rango específico de tamaño y no son ilimitadas. Una aplicación de esta polea es en la transmisión automática Variomatic.